# Siganus rivulatus
Siganus rivulatus es una especie de peces marinos de la familia Siganidae, orden Perciformes, suborden Acanthuroidei. 
Su nombre común es sigano jaspeado. Es una especie del océano Índico que ha invadido el Mediterráneo oriental vía el Canal de Suez, en lo que se conoce como migración lessepsiana, habiéndose convertido en una de las especies de peces marinos más abundante en las costas del mar Levantino en Turquía.

Se comercializa para consumo humano, produciéndose también en granjas piscícolas en varias partes de su rengo de distribución, lo que aminora la depredación producida por la pesca.

## Morfología
El cuerpo de los sigánidos es medianamente alto, muy comprimido lateralmente. Visto de perfil recuerda una elipse. La boca es terminal, muy pequeña, con mandíbulas no protráctiles. La punta de la lengüeta de la fosa nasal anterior se extiende, al menos, hasta la mitad del orificio de la fosa nasal posterior.
La coloración base de las partes superiores de la cabeza y el cuerpo es verde, gris, o amarronada. El vientre es plateado. Los patrones de coloración del cuerpo se extienden a las aletas. El iris es plateado o dorado iridiscente. Cuando se asusta cambia la coloración a un moteado y/o unas 6 franjas diagonales que atraviesan el cuerpo, proporcionándole un camuflaje con el entorno.
Tiene un total de 23 vértebras. Cuentan con 13 espinas y 10 radios blandos dorsales, precedidos por una espina corta saliente, a veces ligeramente sobresaliente, y otras totalmente oculta. La aleta anal cuenta con 7 fuertes espinas y 9 radios blandos. Las aletas pélvicas tienen 2 espinas, con 3 radios blandos entre ellas, característica única y distintiva de esta familia. Las espinas de las aletas tienen dos huecos laterales que contienen glándulas venenosas.
El tamaño máximo de longitud es de 27 cm, aunque el tamaño normal es de 20 cm.

## Reproducción
Alcanzan la madurez con 13,7 cm de largo. Son ovíparos y de fertilización externa. No cuidan a su prole. Los huevos son adhesivos, y muy pequeños, de 0.5-0.6 mm. El desove se produce al oscurecer, en los meses calurosos, coincidiendo con el ciclo lunar. En el Líbano, el desove se produce entre mayo y agosto. Los huevos eclosionan a las 26-32 horas del desove, en un rango de temperatura entre 24 y 27 °C.
Poseen un estado larval planctónico de unos 24 días de duración. Desarrollan un estado postlarval, característico del suborden Acanthuroidei, llamado acronurus, en el que los individuos son transparentes, y se mantienen en estado pelágico durante un periodo extendido antes de establecerse en el hábitat definitivo, y adoptar entonces la forma y color de juveniles.

## Alimentación
Son principalmente herbívoros, al menos en un 38% de su alimentación. Progresan de alimentarse de fitoplancton y zooplancton, como larvas, a alimentarse de macroalgas bénticas y pequeños invertebrados. Los adultos se alimentan de algas como Polysiphonia spp. o Sphacelaria spp.

## Hábitat y comportamiento
Habitan en aguas tropicales y subtropicales, asociados a arrecifes de coral costeros. Forman escuelas, de entre 50 y varios cientos de individuos, adentrándose en lagunas y estuarios soleados y protegidos, pastoreando los fondos rocosos con algas.
Su rango de profundidad normal es hasta 30 metros, aunque se reportan localizaciones entre 0,5 y 79 metros.

## Distribución geográfica
Estos peces se distribuyen originalmente en el océano Índico, desde el este de África, incluido el mar Rojo, hasta Papúa Nueva Guinea. Habiéndose establecido, mediante migración a través del Canal de Suez, en el este del Mediterráneo.
Son nativos de Arabia Saudí, Comoros, Egipto, Eritrea, Jordania, Madagascar, Mozambique, Papúa Nueva Guinea, Seychelles, Somalia, Sudáfrica, Sudán y Yemen. Siendo cuestionable su localización en Filipinas, Hong Kong y Tailandia.
Están introducidos en Chipre, Grecia, Israel, Líbano, Libia, Malta, Siria, y Turquía.

## Galería

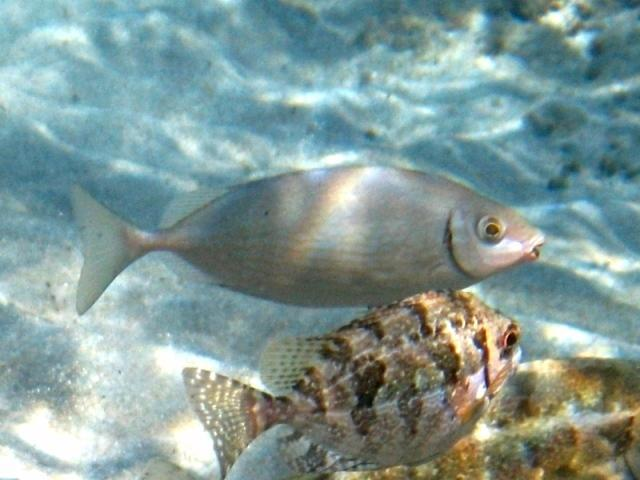
Dos ejemplares de S. rivulatus, el inferior con traje de camuflaje, Creta, Grecia.
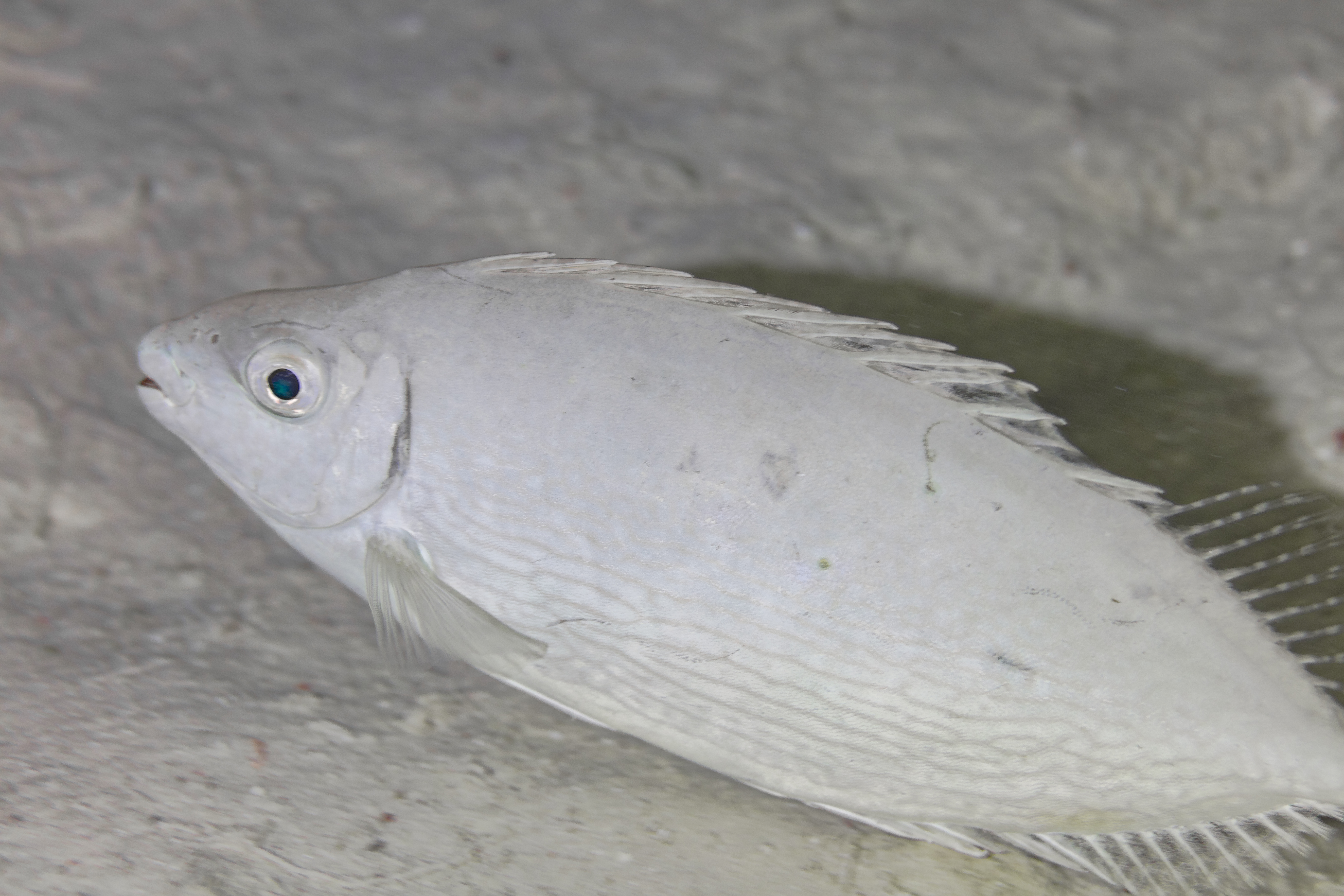
S. rivulatus en el mar Rojo.
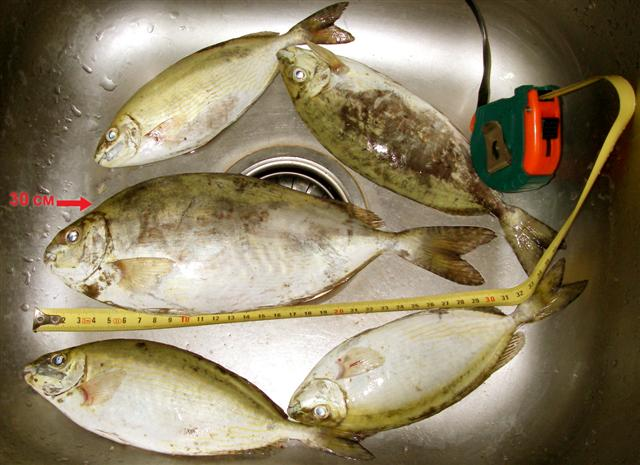
Varios ejemplares de S. rivulatus recolectados en Hurgada, Egipto, mar Rojo.